# Schlacht von Compiègne
Die Schlacht von Compiègne im Jahre 1430 war der Versuch der Franzosen im Hundertjährigen Krieg, die nach der Krönung von Karl VII. wieder zur französischen Krone gehörende Stadt (ca. 70 km nordöstlich vor Paris gelegen) nicht erneut in die Hände des Hauses Burgund fallen zu lassen. Die Schlacht war zugleich die letzte der Jeanne d’Arc. Sie wurde von den Burgundern gefangen genommen und später an die Engländer ausgeliefert. Während die eigentliche Schlacht militärisch eher bedeutungslos für den weiteren Verlauf des Krieges sein sollte, erregte der Verlust der charismatischen Jeanne d’Arc viel Aufmerksamkeit.

## Hintergrund
In dieser Phase des Hundertjährigen Krieges hatte sich das Haus Burgund unter dem nach politischer Unabhängigkeit strebenden Philipp dem Guten mit England verbündet. Der als Regent für Frankreich vom englischen König eingesetzte John of Lancaster, 1. Duke of Bedford, hatte zusammen mit den Burgundern in den vorangegangenen zehn Jahren einen Großteil Nord- und Zentralfrankreichs besetzt. Erst mit dem Auftauchen von Jeanne d’Arc im Jahre 1429 gelang es den Franzosen, mit einer von ihr und Jean II. de Alençon geführten Armee die Engländer zurückzutreiben und schließlich bei der Schlacht bei Patay einen entscheidenden Sieg zu erringen. Dem französischen Dauphin wurde somit der Weg nach Reims geöffnet, der traditionellen Krönungsstätte der französischen Könige, wo er offiziell die Krone Frankreichs als Karl VII. übernahm. Als Folge sagten sich kurz danach einige Städte – darunter auch Compiègne – von der burgundischen Herrschaft los und erklärten ihre Treue zu Karl VII.
Philipp der Gute hatte nach der Krönung Karls erkannt, dass es Zeit für die Aufnahme von Friedensverhandlungen war, und bereits entsprechende Angebote an beide Seiten gemacht. Um seine Rolle als unentbehrlicher, starker Partner auch gegenüber den Franzosen zu unterstreichen und seine Verhandlungsposition im Vorfeld zu verbessern, sollten einige der von der burgundischen Herrschaft abgefallenen Städte wieder zurückerobert werden. Das Hauptaugenmerk von Philipp lag hierbei auf dem Gebiet um die Oise, das auch für die Sicherung des von den Engländern besetzten Paris wichtig war. Compiègne war eine der Städte, auf die Philipps Pläne gerichtet waren.

## Der Weg zur Schlacht
Philipp der Gute hatte Compiègne eine ultimative Aufforderung zur Rückkehr unter burgundische Herrschaft übersandt. Als die Stadt dies ablehnte, setzte sich am 4. April 1430 Graf Johann von Luxemburg mit einer Armee in Richtung Compiègne in Marsch, um die unbotmäßige Stadt wieder unter burgundische Kontrolle zu bringen. Am 22. April machte sich Philipp der Gute selbst von Peronne aus auf den Weg. Der französische Kommandant der Garnison von Compiègne, Guillaume de Flavy, bereitete die Stadt auf eine Belagerung vor.
Ebenfalls Anfang April hatte Jeanne d’Arc eine Armee von etwa 300–400 Freiwilligen versammelt und machte sich ebenfalls auf den Weg in Richtung der bedrohten Stadt. Laut den Chroniken der Stadt traf sie dort am 14. Mai 1430 zusammen mit Regnault de Chartres, dem Erzbischof von Reims, und Louis de Bourbon, Graf von Vendôme, ein.

## Schlachtverlauf
Jeanne d’Arc verfolgte den Plan, die anrückenden burgundischen Truppen bereits auf dem Anmarsch nach Compiégne anzugreifen, um eine tatsächliche Belagerung der Stadt zu vermeiden. In den ersten Tagen der Schlacht kam es nur zu kleineren militärischen Zusammenstößen im Umland. Ein Vorstoß bei Choisy-au-Bac zur Unterstützung der dort stationierten Garnison blieb allerdings erfolglos. Unter starkem burgundischen Artilleriebeschuss räumte der dortige Befehlshaber Louis de Flavy am 16. Mai die Stadt und zog sich zu seinem Bruder nach Compiégne zurück. Ein weiterer Überraschungsangriff auf die burgundischen Truppen bei Pont-l’Évêque konnte von dem burgundischen Adeligen Jean de Brimeu abgeschlagen werden. Trotzdem geriet de Brimeu einige Tage später bei einem Hinterhalt in französische Gefangenschaft. Am 18. Mai marschierte Jeanne d’Arc mit ihrer Truppe auf Soissons. Sie hoffte dort weitere Truppen anwerben zu können und der burgundischen Armee danach in den Rücken fallen zu können. Dieses Vorhaben scheiterte, da der Kommandant von Soissons, Guichard Bournel, Jeanne d’Arc zwar in die Stadt ließ, die Anwerbung von frischen Truppen aber verbot. Nachdem Jeanne d’Arc und ihre Truppen sich wieder auf den Rückweg nach Compiégne gemacht hatten, erklärte Bournel Soissons loyal zu Burgund.
Mit ihren verblieben ca. 300 Bewaffneten unternahm Jeanne d’Arc schließlich einen Angriff auf einen Vorposten der Burgunder bei Margny. Der Angriff schlug fehl, da die alarmierten Burgunder schnell Verstärkungen aus der Umgebung herbeirufen konnten. Angesichts einer stetig größer werdenden Übermacht mussten sich die Franzosen schließlich kämpfend auf Compiègne zurückziehen. Jeanne d’Arc bildete hierbei die Nachhut und deckte den Rückzug. Während sich ihre Kämpfer nach und nach über eine Brücke in die Stadt zurückzogen, tauchten immer mehr herbeieilende burgundische Truppen vor Compiègne auf. Ob aufgrund von Panik oder aus verräterischen Motiven heraus ist unklar, aber jedenfalls ließ der Stadtkommandant die Tore verschließen, bevor sich Jeanne d’Arc und ihre letzten Getreuen hinter die schützenden Mauern zurückziehen konnten. Sie verteidigte sich wacker, musste sich aber schließlich von Johann von Luxemburg in burgundische Gefangenschaft nehmen lassen.

## Folgen
Auch wenn die burgundischen Armeen nicht entscheidend geschlagen werden konnten, verzichteten diese schließlich auf die Belagerung von Compiègne. Die Stadt wurde somit erfolgreich verteidigt. Jeanne d’Arc wurde bald nach ihrer Gefangennahme von Philipp dem Guten an die Engländer für die Summe von 10.000 Écu verkauft. Nach einem Jahr in Gefangenschaft sollte sie nach einem Hexenprozess der Ketzerei und Anmaßung für schuldig befunden und verbrannt werden.
Die von Philipp dem Guten angestrebten Verhandlungen fanden schließlich 1435 statt und führten zu einer Annäherung von Burgund und Frankreich. Das so geänderte Kräfteverhältnis bereitete schließlich die Grundlage für die letztliche Niederlage der Engländer im Hundertjährigen Krieg und den nahezu vollständigen Verlust ihrer Besitzungen in Frankreich.